# Marco Onorato
Marco Onorato (Roma, 18 maggio 1953 – Roma, 2 giugno 2012) è stato un direttore della fotografia italiano.

## Biografia
Vincitore dell'Oscar Europeo per la fotografia di Gomorra, è noto per aver curato la fotografia di tutti i film di Matteo Garrone. Onorato è stato legato, fino alla sua morte, alla madre di Garrone, la fotografa Donatella Rimoldi.  Nel 1989 è stato direttore della fotografia del film I ragazzi di via Panisperna di Gianni Amelio. Tra le sue collaborazioni più conosciute dal grande pubblico vanno ricordati Fantozzi 2000 - La clonazione (1999), la fiction di successo L'ultimo padrino (2008) e Fortapàsc (2009) di Marco Risi.
Figlio di Giovanni Onorato, era il fratello di Glauco Onorato (1936-2009), attore e doppiatore, ed era zio del doppiatore Riccardo Niseem Onorato.
Ha vinto il David di Donatello per il miglior direttore della fotografia nel 2013 (postumo) per Reality. Era candidato per lo stesso premio già nel 2003 per L'imbalsamatore, e poi nel 2004 per Primo amore e nel 2009 per Gomorra (tutti film di Matteo Garrone).
È morto dopo una breve malattia il 2 giugno 2012, a 59 anni.

## Filmografia parziale

### Direttore della fotografia
- I ragazzi di via Panisperna, regia di Gianni Amelio (1989)
- C'era un castello con 40 cani, regia di Duccio Tessari (1990)
- Hornsby e Rodriguez - Sfida criminale, regia di Umberto Lenzi (1992)
- Silhouette, regia di Matteo Garrone - cortometraggio (1996)
- Terra di mezzo, regia di Matteo Garrone (1996)
- Ospiti, regia di Matteo Garrone (1998)
- Fantozzi 2000 - La clonazione, regia di Domenico Saverni (1999)
- Sono positivo, regia di Cristiano Bortone (2000)
- L'imbalsamatore, regia di Matteo Garrone (2002)
- De reditu - Il ritorno, regia di Claudio Bondì (2004)
- Primo amore, regia di Matteo Garrone (2004)
- Ma l'amore... sì!, regia di Marco Costa eTonino Zangardi (2006)
- Un attimo sospesi, regia di Peter Marcias (2008)
- L'ultimo padrino, regia di Marco Risi (2008)
- Gomorra, regia di Matteo Garrone (2008)
- Fortapàsc, regia di Marco Risi (2009)
- Dieci inverni, regia di Valerio Mieli (2009)
- C'era una volta la città dei matti..., regia di Marco Turco (2009)
- Il segreto dell'acqua, regia di Renato De Maria (2010)
- Gangor, regia di Italo Spinelli (2010)
- Reality, regia di Matteo Garrone (2012)
- Acciaio di Stefano Mordini (2012)
- Cha cha cha, regia di Marco Risi (2013)

### Attore
- Hornsby e Rodriguez - Sfida criminale, regia di Umberto Lenzi (1992)

## Premi e riconoscimenti
- Ciak d'oro
  - 2009 - Miglior fotografia per Gomorra e Fortapàsc[2]
  - 2013 - Miglior fotografia per Reality[3]